# Juran
Pour l’article homonyme, voir Joseph Juran.
Juran (chinois traditionnel : 巨然 ; Wade : Chü-Jan), originaire de la région de Nankin, est un  peintre chinois du  Xe siècle, principalement actif vers 960-980.

## Biographie

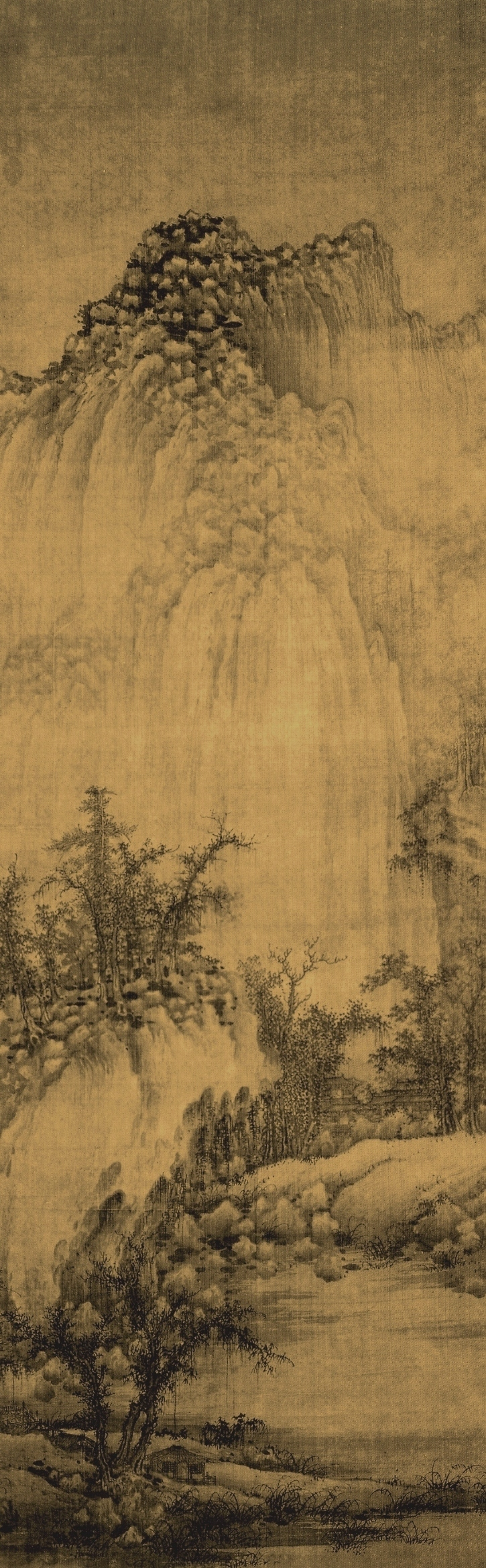
Monastère bouddhiste par des ruisseaux et des montagnes Taipei (Musée National du Palais)

Au Xe siècle, dans la région du Fleuve Bleu, deux grands peintres, Dong Yuan et Juran, jouent un rôle important dans l'histoire du paysage chinois et font même figure de patriarches de ce qu'on appellera plus tard l'École du Sud. Les œuvres de Juran, moine bouddhiste, sont connues dès sa jeunesse dans toute la Chine.
Quand le dernier empereur de la dynastie des Tang du Sud, est amené, en 975, comme prisonnier à la capitale des Song, Kaifeng, Juran le suit et rentre au monastère de Kaibao, dans cette même ville. On distingue ainsi deux périodes dans son œuvre, d'abord les paysages de sa province natale qui se caractérisent par les lignes allongées des montagnes et les rondeurs des bosquets, puis, loin de chez lui où son style s'épure et se spiritualise. Contemporain et disciple de Dong Yuan, Juran peint la même nature que lui, avec la même technique impressionniste, mais sans doute encore plus floue.
Pour Juran, la nature, toutefois, semble plus paisible, moins contrastée et l'encre dont il se sert s'en trouve donc plus légère et plus souple. Collines et montagnes sont autant d'ondulations pures et nuancées par les dégradés de l'encre, sur lesquelles se détachent, en touches sombres et denses, des arbres au feuillage luxuriant. L'œil se laisse volontiers guider par la délicatesses des formes et la subtilité de la matière : les herbes poussent spontanément et le chemin serpente à notre insu.
Guo Ruoxu, dans son Tuhua Jianwenzhi (1074), le décrit comme «un habile paysagiste, dont l'encre et le pinceau sont riches. Il excellait dans les atmosphère de brume (qixiang), et les vastes panoramas de montagnes et de rivières». Ces montagnes, construites en masses rondes superposées, sont interrompues pas des terrasses de végétation dont l'échelle est proportionnelle à la distance, et leur modelé sans contours est parfois souligné par des taches noires.
Parmi les œuvres qui lui sont attribuées, le rouleau À la recherche du Dao dans les montagnes d'automne est sans doute l'un des plus authentiques. En bas de la montagne arrondie qui constitue tout le paysage, court le long d'un torrent un petit chemin conduisant à des chaumières isolées dans les pins. Plus haut, les bosquets et les buissons masquent les multiples accidents du terrain qui est rendu en Pima cun, c'est-à-dire rides en fibre de chanvre, d'une touche légère et douce du pinceau. Il en émane une impression d'évanescence et d'irréalité.

## Bibliographie

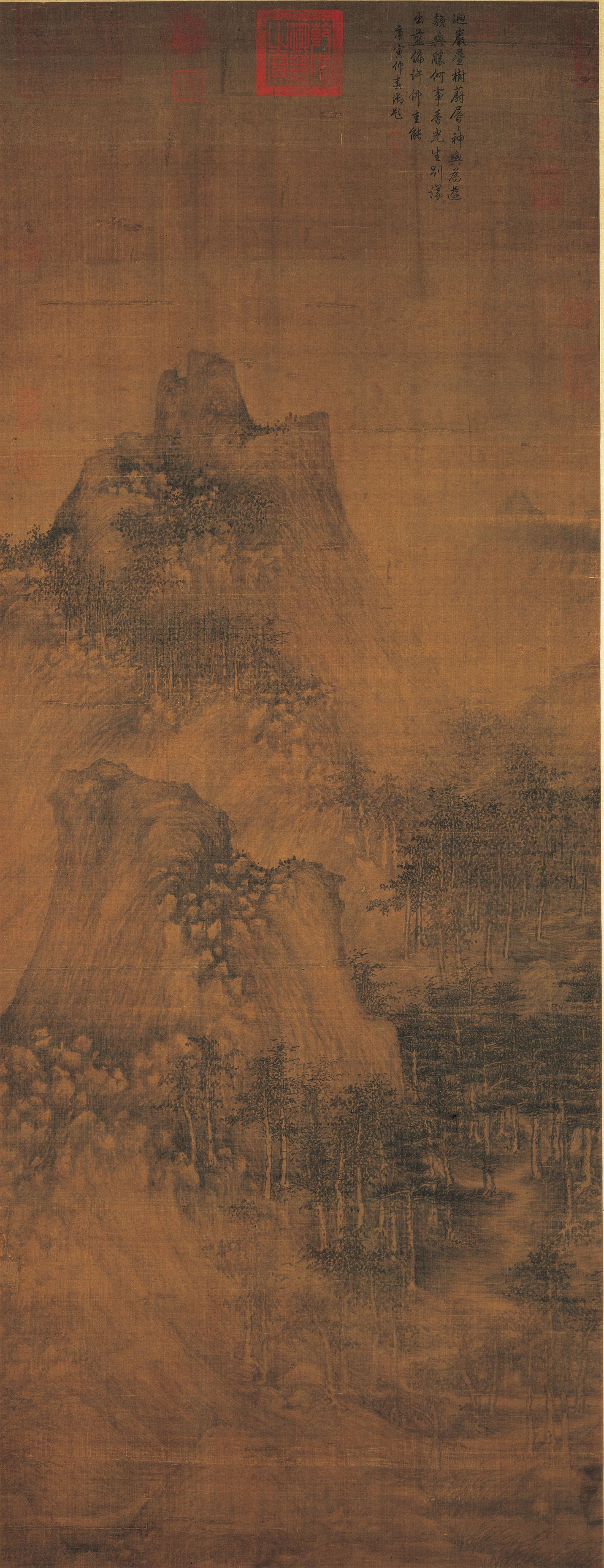
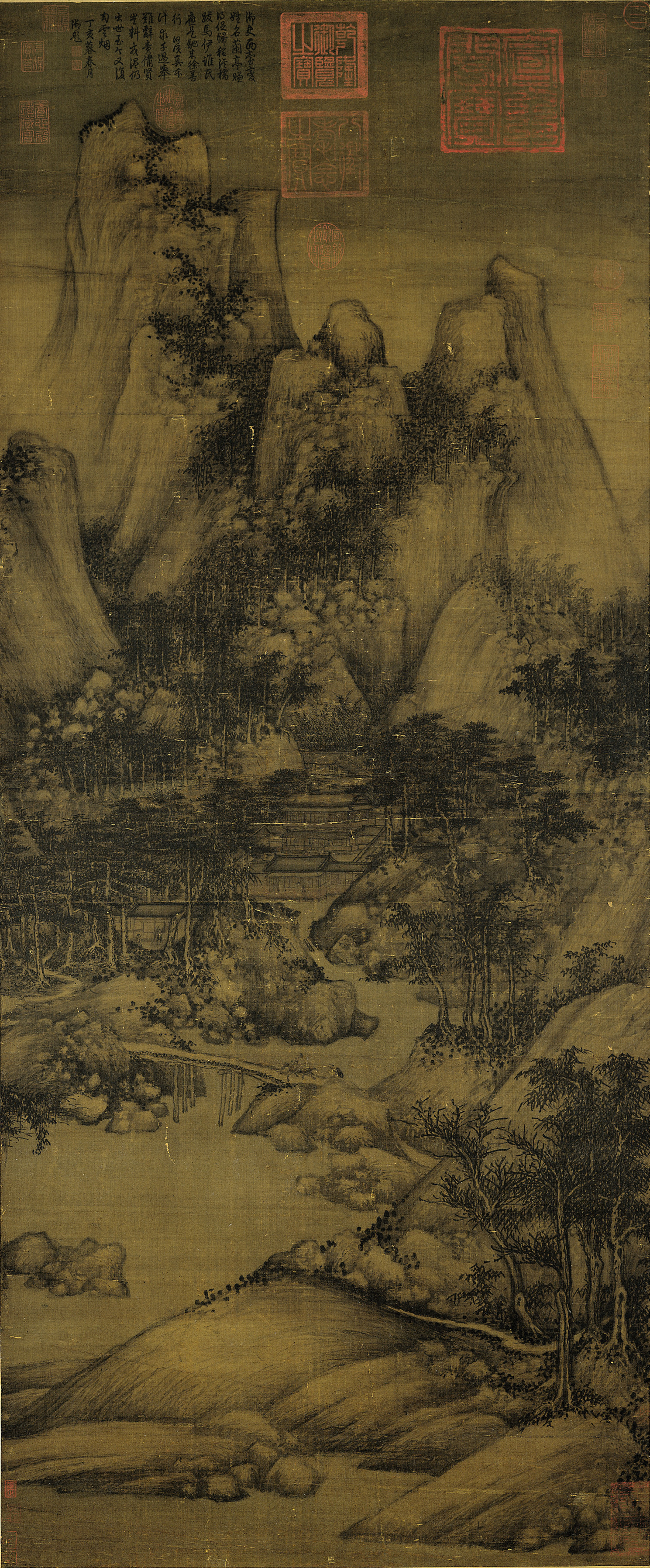
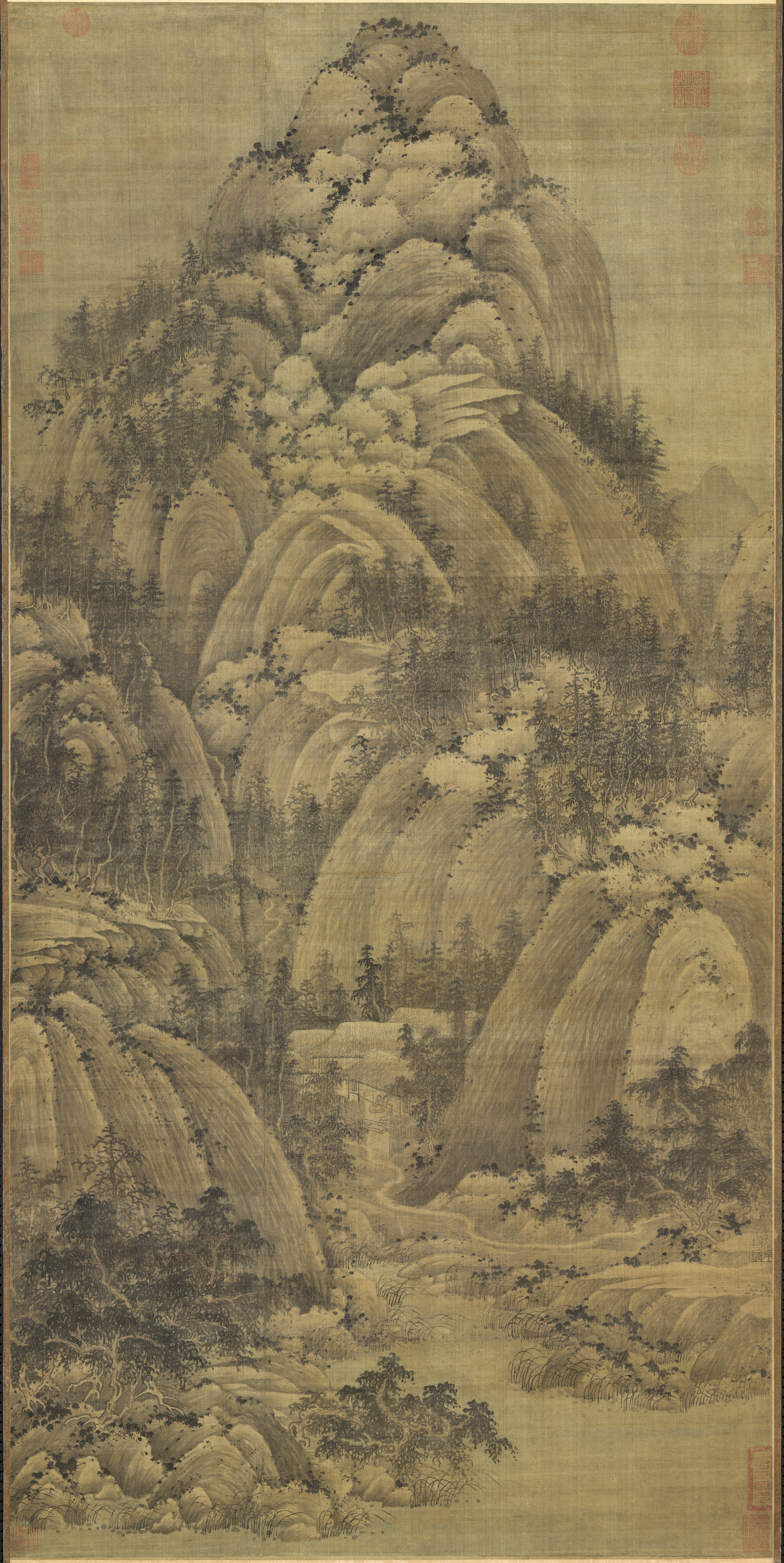

## Musées
- Pékin (Musée du palais) :
  -  Retraite de montagne, petit rouleau en longueur, signé.
  -  Hautes montagnes et ruisseau serpentant, Homme assis sous les pins et jouant du Qin, inscription dans le style de l'empereur Song Huizong.
  - Paysage de rivière avec le retour d'un bateau, attribution.
  - Vallée dans la montagne avec des pins, deux hommes traversant un pont suivis d'un garçon, feuille d'album, attribution.
- Taipei (Musée National du Palais):
  - À la recherche du Dao dans les montagnes d'automne, encre et couleurs légères sur soie, rouleau en hauteur.
  - Xiao Yi essayant de retrouver un chef-d'œuvre, encre sur soie, rouleau en hauteur.
  - Montagnes à l'automne.
  - Montagnes et bois.
  - Montagnes et bois à l'automne avec une grue et un instrument de musique.
- Washingtong DC, (Freer. Gal. of Art) :
  - Vue du Zijiang (Changjiang Wanli tu), rouleau en longueur, colophons de Lu Shen et Dong Qichang, attribution possible de la période Song.